# Educação no Afeganistão
A educação no Afeganistão é separada em Ensino Fundamental, Ensino Médio e Ensino Superior, a qual é administrada pelo Ministério da Educação e pelo Ministério da Educação Superior (no caso do último) em Cabul 
O Afeganistão passa por um processo de reconstrução nacional, apesar das dificuldades, as instituições de ensino estão estabelecidas em todo o país. Até 2013 mais de 10,5 milhões de estudantes estavam matriculados nas escolas do Afeganistão.Entretanto, ainda há obstáculos significantes em relação à educação no Afeganistão, entre eles a falta de fundos, falta de segurança nas instituições, e normas culturais. A falta de professoras mulheres é um assunto que preocupa alguns pais afegãos, especialmente os de áreas mais conservadoras(alguns pais não permitem que suas filhas sejam ensinadas por homens)
O índice de alfabetização no país é estimado (em 1999) em 36%, sendo a alfabetização de homens em 51% e de mulheres em 21%. No ano de 2008 há 9,500 escolas no país.

## História
Uma das escolas mais antigas no Afeganistão é a Escola Secundária Habibia, em Cabul, ela foi construída por ordem do rei Habibullah Khan em 1903 para educar os alunos da classe alta do país. Na década de 1920, a Escola Secundária Amani, fundada por alemães, foi inaugurada em Cabul e, cerca de uma década depois, dois liceus franceses (escolas secundárias) começaram, a AEFE e o Lycée Esteqlal. A Universidade de Cabul foi criada em 1932.
A educação foi melhorada sob o governo do rei Zahir Shah entre 1933 e 1973, disponibilizando escolas primárias para cerca de metade da população com menos de 12 anos de idade e também expandindo o sistema de ensino secundário e a Universidade de Cabul.

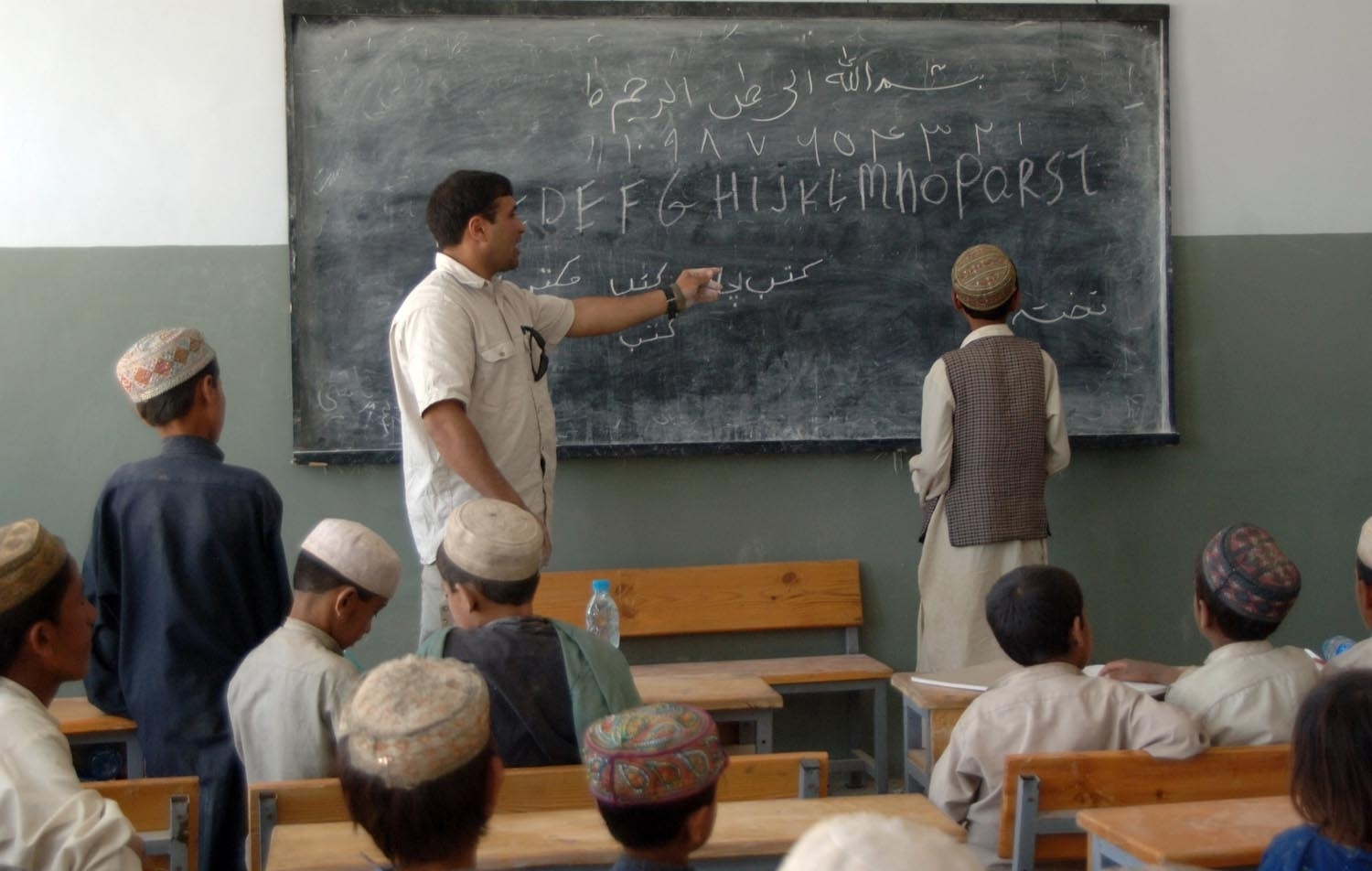
Sala de aula típica no Afeganistão rural.

Outro aspecto da educação que está rapidamente mudando no Afeganistão é a educação superior. Após a queda do Talibã, a Universidade de Cabul foi reaberta para estudantes homens e mulheres. Em 2006, a Universidade Americana do Afeganistão também reabriu as portas, com o objetivo de criar um ambiente cinco estrelas para aprendizado co-educacional de língua inglesa. A universidade aceita estudantes do Afeganistão e de países vizinhos. O trabalho de construção será iniciado em breve no local selecionado para a Universidade de Balkh em Mazar-e Sharif. O novo prédio da universidade, incluindo a construção para o Departamento de Engenharia, será construído em 2,4 km² de terra e custará 250 milhões de dólares.
Uma nova escola militar está em funcionamento para treinar e educar apropriadamente os soldados afegães.